# Lésignac-Durand
Lésignac-Durand è un comune francese di 187 abitanti situato nel dipartimento della Charente, nella regione della Nuova Aquitania.

## Società

### Evoluzione demografica
Abitanti censiti